# توفيق الخطيب
توفيق الخطيب ( العربية: توفيق خطيب ، العبرية: תאופיק ח'טיב ؛ ولد 21 أبريل 1954 ) هوالسياسي العربي الإسرائيلي السابق الذي شغل منصب عضو في الكنيست عن القائمة العربية الموحدة والحزب القومي العربي بين عامي 1996 و 2003 .
 ولد في جلجولية ، ودرس الخطيب العلوم السياسية في جامعة بار ايلان ، والحصول على درجة البكالوريوس . ذهب لدراسة الثقافة الإسلامية ، والكتابة عنه رسالة ماجستير في الضرائب القديمة .
 في عام 1989 أصبح رئيسا لمجلس محلي بجلجولية وانتخب للكنيست في قائمة القائمة العربية الموحدة في انتخابات عام 1996 . بعد الفوز المركز الخامس على قائمة الحزب لانتخابات 1999 احتفظ بمقعده، ولكن يوم 19 فبراير عام 2001، ترك الحزب لتأسيس الحزب القومي العربي جنبا إلى جنب مع محمد كنعان . قبل الانتخابات تقارير وسائل الإعلام لعام 2003 اقترح الخطيب ستنضم ميرتس ، ولكن لا شيء جاء منها، و خسر مقعده . 
متزوج ولديه خمسة أطفال ، الخطيب اليوم يُعلم اللغة العربية في الكلية الأكاديمية بيت بيرل .

## روابط خارجية
- توفيق الخطيب على الموقع الإلكتروني للكنيست